# Malabsorption
Malabsorption eller malabsorptionssyndrom är ett antal sjukdomstillstånd som beror på felaktig digestion eller absorption av födoupptag i matspjälkningssystemet. Svår malabsorption kallas tarmsvikt.
Malabsorptionen kan drabba ett eller flera födoämnen beroende på typen av sjukdom och kan leda till olika typer av anemi och malnutrition.
Ett sätt att dela in malabsorptionstillstånd är:
1. Selektiva som vid laktosintolerans
2. Partiella som vid abetalipoproteinemi
3. Totala som vid celiaki

## Exempel på malabsorptionssjukdomar
- Blind tarmslynga-syndrom
- Celiaki
- Laktosintolerans
- Korttarmssyndrom
- Tropisk sprue
- Steatorré
- Whipples sjukdom
- Gallsyremalabsorption
- Bukspottkörtelsvikt